# Copa da Liga Escocesa 1993–94
A Copa da Liga Escocesa de 1993-94 foi a 48º edição do segundo mais importante torneio eliminatório do futebol da Escócia. O campeão foi o Rangers F.C., que conquistou seu 19º título na história da competição ao vencer a final contra o Hibernian F.C., pelo placar de 2 a 1.

## Premiação
| Copa da Liga Escocesa de 1993-94  |
| Escócia                           |
| --------------------------------- |
| Rangers F.C. Campeão (19º título) |